# Maison Folie de Mons
La Maison Folie de Mons est un lieu culturel mis à disposition à Mons, Province de Hainaut, en Belgique, pour accompagner des projets artistiques et pour créer une sorte de culture de proximité. 

## Histoire
Le concept de la Maison Folie remonte à 2004 à Lille, en France.
Le site regroupe trois salles utilisées en fonction des projets : Salle de spectacles Arbalestiers (218 places), Espace des Possibles, et Margin'Halle.